# 辽宁大学副校长陆杰荣及杨伦抄袭事件
辽宁大学副校长抄袭事件，是指辽宁大学副校长陆杰荣及北京师范大学在读博士杨伦在核心期刊《哲学研究》2009年第4期刊登署名为“陆杰荣、杨伦”的文章《何谓“理论”？》，至少有80%内容原封不动复制了云南大学讲师王凌云多年前的一篇讲稿《什么是理论（Theory）？》。北京师范大学已经注销了杨伦的学位，同时给予他记大过处分。

## 参看
- 华中师范大学硕士论文抄袭事件
- 东北财经大学硕士论文抄袭事件
- 上海大学博导论文抄袭事件
- 胡黎明博士论文抄袭事件
- 西南交大副校长黄庆博士论文抄袭事件
- 郑州大学副院长贾士秋申报职称造假事件